# Walteranthus erectus
Walteranthus es un género  monotípico de arbustos o pequeños árboles de la familia Gyrostemonaceae. Su única especie, Walteranthus erectus, es originaria de Australia.

## Descripción
Es un arbusto erecto que alcanza un tamaño de 2 m de altura. Las flores son de color naranja-marrón, y se producen en febrero en suelos de arena o sobre piedras calizas, en las crestas de piedra caliza de la costa.

## Taxonomía
Walteranthus erectus fue descrita por  Gregory John Keighery y publicado en Botanische Jahrbücher für Systematik, Pflanzengeschichte und Pflanzengeographie 106(1): 110. 1985.